# Jetair Caribbean
Jetair Caribbean was een Curaçaose luchtvaartmaatschappij met haar hub op de luchthaven van Curaçao. De maatschappij voerde vluchten uit binnen het Caribisch gebied en naar Zuid-Amerika.

## Geschiedenis
Jetair Caribbean werd in 2006 opgericht als United Caribbean Airlines, maar kreeg in 2019 een rebranding naar Jetair Caribbean. De maatschappij werd een vervanger van Insel Air dat in financiële nood zat en ontving op 3 maart 2019 haar eerste toestel. De AOC werd in november van datzelfde jaar toegekend waarmee de maatschappij kon beginnen met vluchten. Jetair Caribbean had veel last van de coronacrisis en had vaak financiële problemen. Om het onderhoud van de toestellen te kunnen uitvoeren werd één van de twee toestellen buiten gebruik gesteld om onderdelen van te gebruiken. De maatschappij vroeg in juni 2024 uitstel van betaling aan, maar werd op 16 juni 2024 failliet verklaard. De maatschappij had toen alleen nog de laatst gebouwde Fokker 70 in dienst. Winair voerde de vluchten naar Curaçao op om zo aan de vraag te kunnen blijven voldoen en gestrande passagiers terug te brengen.

## Vloot
De vloot van Jetair Caribbean bestond tijdens het faillissement uit de volgende toestellen:
| Type      | Aantal | Orders | Passagiers | Opmerkingen     |
| --------- | ------ | ------ | ---------- | --------------- |
| Fokker 70 | 2      | —      | 80         | PJ-JAB & PJ-JAC |
| Totaal    | 2      | —      |            |                 |

## Bestemmingen
Jetair Caribbean vloog voor het faillissement naar de volgende bestemmingen (juni 2024):
| Land         | Stad        | Luchthaven                                  | Opmerkingen |
| ------------ | ----------- | ------------------------------------------- | ----------- |
| Aruba        | Oranjestad  | Internationale luchthaven Koningin Beatrix  |             |
| Bonaire      | Kralendijk  | Bonaire International Airport               |             |
| Colombia     | Medellín    | Aeropuerto Internacional José María Córdova |             |
| Curaçao      | Willemstad  | Curaçao International Airport               | hub         |
| Jamaica      | Kingston    | Norman Manley International Airport         |             |
| Sint Maarten | Philipsburg | Princess Juliana International Airport      |             |